# NE-Z80
NE-Z80 byl domácí počítač brazilské společnosti Prológica. Byl vydán v říjnu 1981 a šlo o první klon ZX80 na brazilském trhu. S úvodní cenou 59 900 Cr$ šlo ve své době o nejlevnější zařízení na trhu.

## Historie

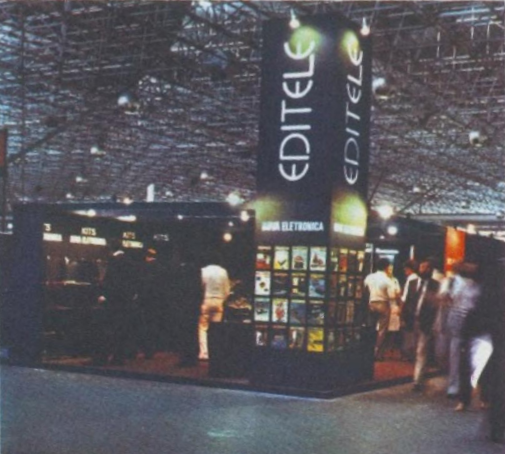
Stánek Editele na Feira Internacional de Informática (1981)

NE-Z80 byl vydán v říjnu 1981 ve formě stavebnice. Prodával ho časopis Nova Eletrônica, jenž vydávala Editele, dceřiná společnost Prológicy. Ve stejný měsíc ho Editele odprezentovala na 1. ročníku veletrhu Feira Internacional de Informática.

## Hardware
NE-Z80 byl neoficiální klon ZX80, a tak obě zařízení sdílela mnoho podobností.
Zařízení bylo vybaveno procesorem Z80A o frekvenci 3,25 MHz. Interní úložiště typu EPROM bylo velké 4 kilobajty a obsahovalo interpret BASICu. RAM měla velikost 1 kilobajt, ale bylo ji možné rozšířit až na 16. Vstupním zařízením byla vestavěná membránová klávesnice se 40 klávesami a 120 funkcemi. O výstup se staral VF modulátor.
Šlo o velmi malý počítač - měřil 17,5 cm na šířku, 22 cm na délku a 4 cm na výšku. Byl prodáván spolu s manuálem BASICu.